# Klinik Beverin
Die «Klinik Beverin» in Cazis/Kanton Graubünden ist neben der «Klinik Waldhaus» in Chur eines der beiden akutpsychiatrischen Spitäler des Kantons Graubünden und als solches in der kantonalen Spitalliste. Es wird betrieben von den Psychiatrischen Diensten Graubünden.

## Klinik

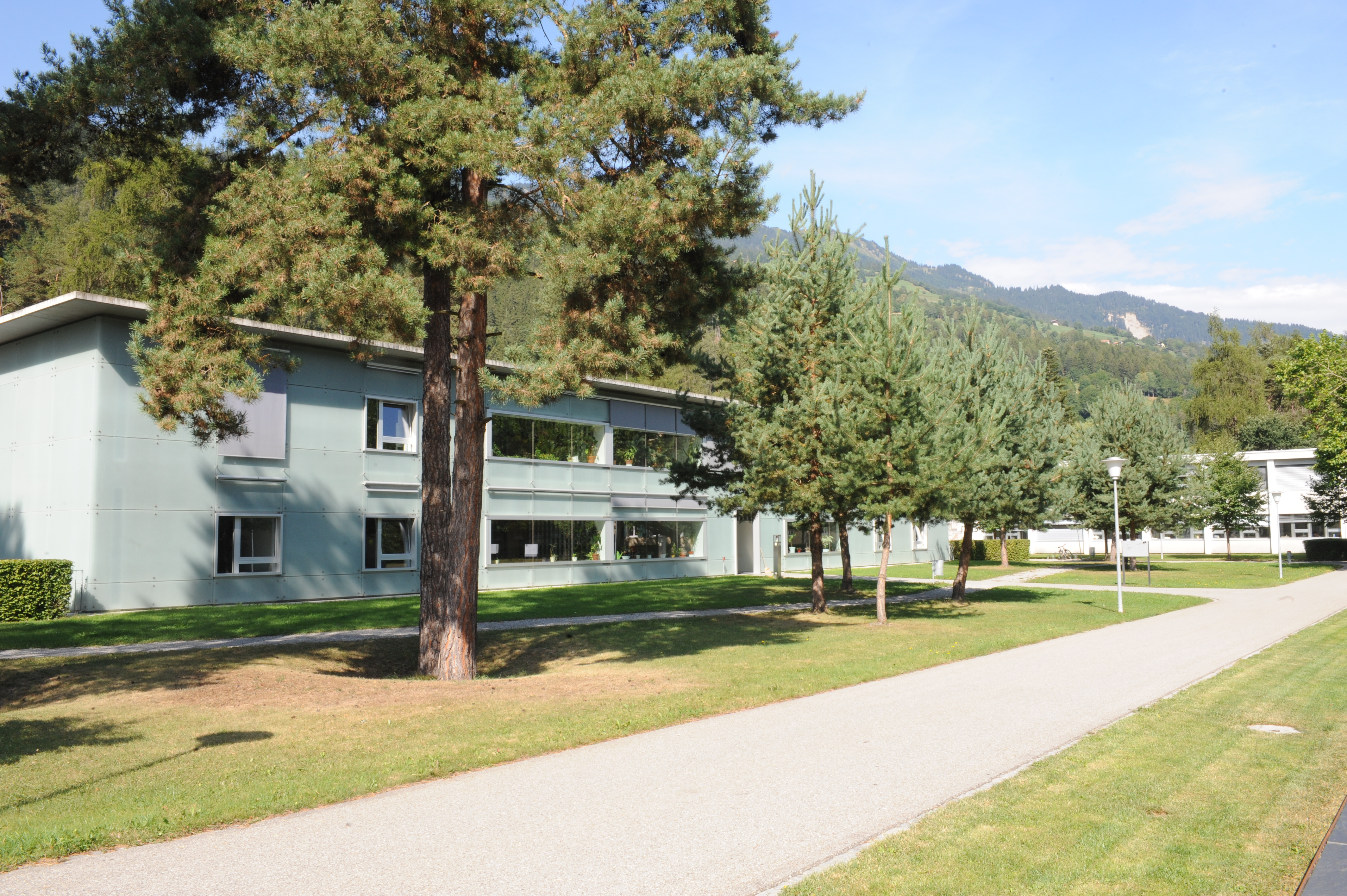
Klinik Beverin, Cazis

Die «Klinik Beverin» bietet 125 stationäre Betten. Die verschiedenen Klinikgebäude sind in eine Parklandschaft eingebettet. Im Zentrum der Anlage befindet sich der La Nicca-Saal sowie eine Kapelle. Auf dem Gelände befinden sich eine öffentliche Minigolf-Anlage, ein Vita-Parcours, ein Sinnesweg, ein Waldspielplatz und ein Restaurant.

## Behandlungsschwerpunkte
- Sprechstunden für Kinder- und Jugendliche und Erwachsene
- Akutpsychiatrie
- Gerontopsychiatrie
- Schmerzklinik
- Mutter-Kind-Betreuung
- Tinnitusbehandlung
- Suchtbehandlung
- Forensische Psychiatrie
- Privatklinik MENTALVA

## Leitung der Psychiatrischen Klinik Beverin

### Ärztlicher Bereich
- Fritz Tuffli (1919–1940)
- Hans Walther (1940–1946)
- Oskar Pfister (1946–1952)
- Emil Seiler (1952–1957)
- Ernst Weber (1957–1984)
- Hans König (1984–1992)
- Jacek-Pierre Malanowski (1993–1994)
- Suzanne von Blumenthal (1994–2001)

### Pflegebereich
- Ruth Kuhn (1980–1990)
- Ernst Seiler (1981–1991)
- Ruedi Näf (1991–2001)

## Klinikbezeichnung
Der Name der Klinik stammt vom Aussichtsberg «Piz Beverin», der vom Klinikstandort aus ersichtlich ist. Die «Klinik Beverin» steht in der Siedlung Realta, welche zu der politischen Gemeinde Cazis im Domleschg gehört.

## Namensänderungen Realta - Beverin
- «Asyl Realta» (1919–1941)
- «Heil- und Pflegeanstalt Realta» (1941–1951)
- «Heil- und Pflegeanstalt Beverin» (1951–1967)
- «Psychiatrische Klinik Beverin» (1967–2002)
- Psychiatrische Dienste Graubünden, «Klinik Beverin» (2002–dato)

## Geschichte

### «Versorgungsanstalt» – «Asyl Realta» – «Klinik Beverin»
Unter dem Namen «Asyl Realta» wurde die «Klinik Beverin» 1919 in Cazis eröffnet. Sie sollte die 1892 in Chur eröffnete «Klinik Waldhaus» entlasten. Als multifunktionale Einrichtung war das «Asyl Realta» gleichzeitig psychiatrische Klinik, Arbeitserziehungsanstalt, Verwahrungseinrichtung für administrativ versorgte Menschen sowie Alters- und Pflegeheim für Menschen mit Behinderung. Die Anstalt wurde nicht als zentralisierter Blockbau, sondern im raumgreifenden Pavillonsystem errichtet. Erster ärztlicher Direktor (1919–1940) im «Asyl Realta» wurde Fritz Tuffli, der bereits seit 1900 als Oberarzt unter Johann Josef Jörger in der «Klinik Waldhaus» tätig war. Besonders Tufflis Nachfolger Hans Walther, Oskar Pfister und Emil Seiler kritisierten die Nachteile der Verbindung der Klinik mit der Arbeitserziehungs- und Korrektionsanstalt. Sie sahen diese Verbindung als mögliche Ursache für die Stigmatisierung von psychisch kranken Menschen. Aus dem «Asyl Realta» wurde 1951 die «Heilanstalt Beverin» und durch Beschluss des Grossen Rates am 1. Januar 1967 die Psychiatrische «Klinik Beverin».
Anfang der 1970er-Jahre erfolgte ein durch Volksabstimmung sanktionierter Ausbau der «Klinik Beverin» in der Höhe von 5,9 Mio. Franken. Im Zuge des Ausbaus entstanden das Haus Salvorta, das Ärztehaus mit Büros, Labor und Apotheke und ein Personalhaus.
Eine umfassende Kliniksanierung folgte von 1997 bis 2004. Anlässlich der Abstimmung vom 1. Dezember 1996 stimmte das Bündner Volk mit 78 % Ja-Stimmen dem Verpflichtungskredit von brutto 49,6 Mio. Franken für die Sanierung der «Klinik Beverin» zu. Bereits sieben Monate später, am 9. Juli 1997, erfolgte der Spatenstich. Am 12. Juni 2004 feierte die «Klinik Beverin» den Bauabschluss mit einem grossen Volksfest. Seit 2002 gehört die «Klinik Beverin» zu den Psychiatrischen Diensten Graubünden. Im 2019 feierte die Klinik Beverin ihr 100-Jahr-Jubiläum.

### Stigmatisierung und administrative Versorgung der Jenischen
Die «Klinik Beverin» ist einer der Orte, an denen Josef Jörgers Stammbaum-Studien jenischer Familien über viele Jahrzehnte als Begründung für psychiatrisch begründete Zwangsmassnahmen bei Jenischen dienten. Im Rahmen der Aufarbeitung der Psychiatriegeschichte des Kantons Graubünden hat das Bündner Staatsarchiv im Jahr 2021 eine umfassende Studie über die Bündner Psychiatriegeschichte von den Anfängen im 19. Jahrhundert bis heute erstellt. Die beiden Kliniken «Waldhaus» und «Beverin» standen im Zentrum der Studie.